# Albret Anna navarrai régensnő
Albret Anna (Pau, 1492. május 19. – Pau, 1532. augusztus 15. után), franciául: Anne d'Albret de Navarre, spanyolul: Ana de Albret de Navarra, baszkul: Ana Labritekoa/Albretekoa/Nafarroakoa, okcitánul: Ana de Labrit, infanta de Navarra, katalánul: Anna Albret de Navarra, latinul: Anna Albretanae/Navarrae, navarrai királyi hercegnő (infánsnő), a Navarrai Királyság (Alsó-Navarra) régense és trónörököse. Ifjabb Albret Izabella nővére, III. Johanna navarrai királynő nagynénje és IV. Henrik francia király nagynagynénje, valamint idősebb Albret Izabella candale-i grófné, Cesare Borgia és Candale-i Anna magyar királyné unokahúga. Az Albret-ház tagja.

## Élete
1492. május 19-én született a Béarni Algrófség székhelyén, Pau-ban.
III. (Albret) János navarrai király iure uxoris (a felesége jogán) és I. (Foix) Katalin navarrai királynő suo iure (a saját jogán) elsőszülött gyermeke, valamint II. Henrik navarrai király legidősebb nővére. Az anyai nagyanyja, Valois Magdolna, Navarra régensnője és legfőbb vezetője, V. László magyar király egykori jegyese megérte első unokájának a világra jöttét.
Születésekor a szülei, a jogos navarrai uralkodók még nem tehették be a lábukat a királyság székhelyére, Pamplonába, hiszen anyjának az apai nagybátyja, Foix János vitatta a nők trónöröklési jogát a férfiakkal szemben, így önmagát tekintette Navarra jogos királyának 1483-ban, unokahúga trónra léptekor, ezért a királyságban egészen 1494-ig, I. Katalin királynő és férje pamplonai megkoronázásáig (1494. január 12.) polgárháború dúlt. Ekkor Anna már 20 hónapos volt. János végül 1497. szeptember 1-én vagy szeptember 7-én Tarbes-ban, Bigorre Grófság székhelyén, amely szintén a Foix-ház birtokában volt, megegyezett unokahúgával, Katalin királynővel, és 4000 fontnyi évjáradékért elismerte unokahúga uralmát.
A megállapodást egy előzetes házassági szerződéssel is megpecsételték ekkor, de már az 1497-es végleges megbékélés előtt, 1496. november 1-én, illetve december 15-én is kifejezték ebbéli óhajukat, amit végül két évvel a békekötés után öntöttek végleges szerződésbe 1499. április 24-én, hogy a májusban a hetedik életévébe lépő Annát eljegyezték János herceg fiával, a decemberben 10. életkorát elérő Gaston herceggel Anna szülővárosában, Pau-ban. Anna volt szülei elsőszülött gyermeke, három húga, az ötéves Magdolna (1494–1504), a négyéves Katalin és a pár hetes Kvitéria élt ekkor, és mivel az addigi egyetlen öccse, János 1496-ban négy hónaposan meghalt, Anna volt a Navarrai Királyság (prezumptív/feltételezett) trónörököse. Ha később sem születne öccse, akkor ezzel a házassággal a trónkövetelő nagybácsi fia, Gaston szintén trónra kerülhet Anna kezével, ami kielégíthette János herceg ambícióit is a (leendő) király apjaként és a királynő apósaként. János herceg a következő évben elhunyt, Annának pedig a következő évszázad elején sorra születtek az öccsei, és bár többen is korán meghaltak még csecsemőkorban, többek között az 1501-ben született András Phoebus 1503-ban, de az ugyanebben az évben született Henrik már végleg kitúrta nővérét a trónöröklésből, és 1503-tól már egyre kevésebb esély volt arra, hogy a leendő újabb Foix–Albret házassággal Anna és Gaston valaha is trónra ülhet. A tervezett frigy nem is jött létre, és 1512-ben a még mindig nőtlen 22 éves Gaston herceg csatában életét vesztette, amikor Anna a 20. életévébe lépett.
Az édesanyjuk halálakor 1517-ben az idősebb öccse, II. Henrik trónra léptekor annak kiskorúsága miatt a 25. életévébe lépő Anna látta el a régensséget a Navarrai Királyságban, bár ekkor már csak Navarrának egy kis területe, Alsó-Navarra tartozott az uralmuk alá, amíg  testvére a következő évben el nem érte a 15. életévét, ami a nagykorúvá válást jelentette.
1532. február 7-én a negyvenedik életévébe lépő Anna eljegyezte magát III. Gaston candale-i gróf harmadszülött fiával, Foix Jánossal, Astarac grófjával, Candale-i Anna magyar királyné unokaöccsével. akit ő név nélkül Candale algrófjának (le vicomte de Candale) nevezett az ekkor kibocsátott hivatalos nyilatkozatában.
Anna azonban röviddel ezután, 1532. augusztus 15., a végrendeletének a megírási dátuma után röviddel Pau-ban elhunyt. A jegyese szintén ugyanabban az évben, 1532-ben halt meg Nápolyban.
Anna földi maradványat a szülei mellé helyezték a Pau mellett fekvő Lescari Székesegyházban.